# Nanorana annandalii
Nanorana annandalii es una especie de anfibio anuro de la familia Dicroglossidae. Se encuentra en la India, Nepal y, posiblemente en Bután y  China. Se encuentra amenazada de extinción por la pérdida de su hábitat natural.